# Lucien De Munster
Lucien De Munster, né le 19 août 1932 à Waregem,, est un coureur cycliste belge. Il évolue au niveau professionnel durant les années 1950 et 1960.

## Biographie
Originaire de Waregem, Lucien De Munster effectue sa scolarité à Mouscron. Il participe à ses premières courses cyclistes en 1950 vers l'âge de dix-huit ans, en catégorie débutants. Ses cousins Eric et Buddy ont également pratiqué ce sport en compétition. 
En 1952, il s'impose à dix-huit reprises au niveau amateur. Il s'illustre ensuite chez les indépendants en 1954 avec un succès au Tour des Flandres et une deuxième place au championnat de Belgique. Après ses performances, il passe professionnel au sein de l'équipe Alcyon-Dunlop. Il se fait tout particulièrement remarquer sur le Grand Prix du Midi libre 1955 en prenant la deuxième place, derrière Miguel Poblet mais devant Fred De Bruyne. 
Lors de la saison 1956, il remporte notamment l'épreuve À travers la Belgique. Il termine aussi deuxième d'une étape des Quatre Jours de Dunkerque. Sa progression est cependant entravée par une lourde chute survenue au Critérium du Dauphiné libéré. Finalement rétabli, il parvient à reprendre la compétition, sans jamais toutefois retrouver son meilleur niveau. 
Il met un terme à sa carrière sportive en fin d'année 1964, avec une trentaine de victoires professionnelles à son actif. Son palmarès est principalement constitué  de kermesses belges. 

## Palmarès et résultats

### Palmarès par année
- 1954
  - Tour des Flandres des indépendants
  - 2e du championnat de Belgique des indépendants
  - 2e du Circuit des régions frontalières
  - 3e de Gand-Wevelgem indépendants
  - 3e du Grand Prix d'Isbergues
- 1955
  - 2e du Grand Prix du Midi libre
  - 2e du Circuit de Flandre centrale
  - 2e de l'Omloop der Zuiderkempen
  - 2e de l'Omloop der Zuid-West-Vlaamse Bergen
  - 3e du Grand Prix de la Banque
- 1956
  - À travers la Belgique :
    - Classement général
    - 2eb étape (contre-la-montre)

  - Anvers-Herselt
  - 3e du Circuit des régions frontalières
- 1957
  - 2e du Grand Prix d'Orchies
- 1958
  - 2e de Harelbeke-Anvers-Harelbeke
- 1959
  - Omloop der Zuid-West-Vlaamse Bergen
  - Grand Prix des Carrières
  - 3e du Circuit de Flandre centrale
- 1960
  - Tielt-Anvers-Tielt
- 1961
  - 3e du Circuit des Ardennes flamandes – Ichtegem
  - 3e du Grand Prix Marcel Kint
- 1963
  -  Champion de Belgique de l'américaine (avec Gilbert Maes)
- 1964
  -  Champion de Belgique de l'américaine (avec Gilbert Maes)

### Résultats sur les grands tours

#### Tour d'Espagne
1 participation
- 1957 : abandon (6e étape[3])